# Forte Centrale

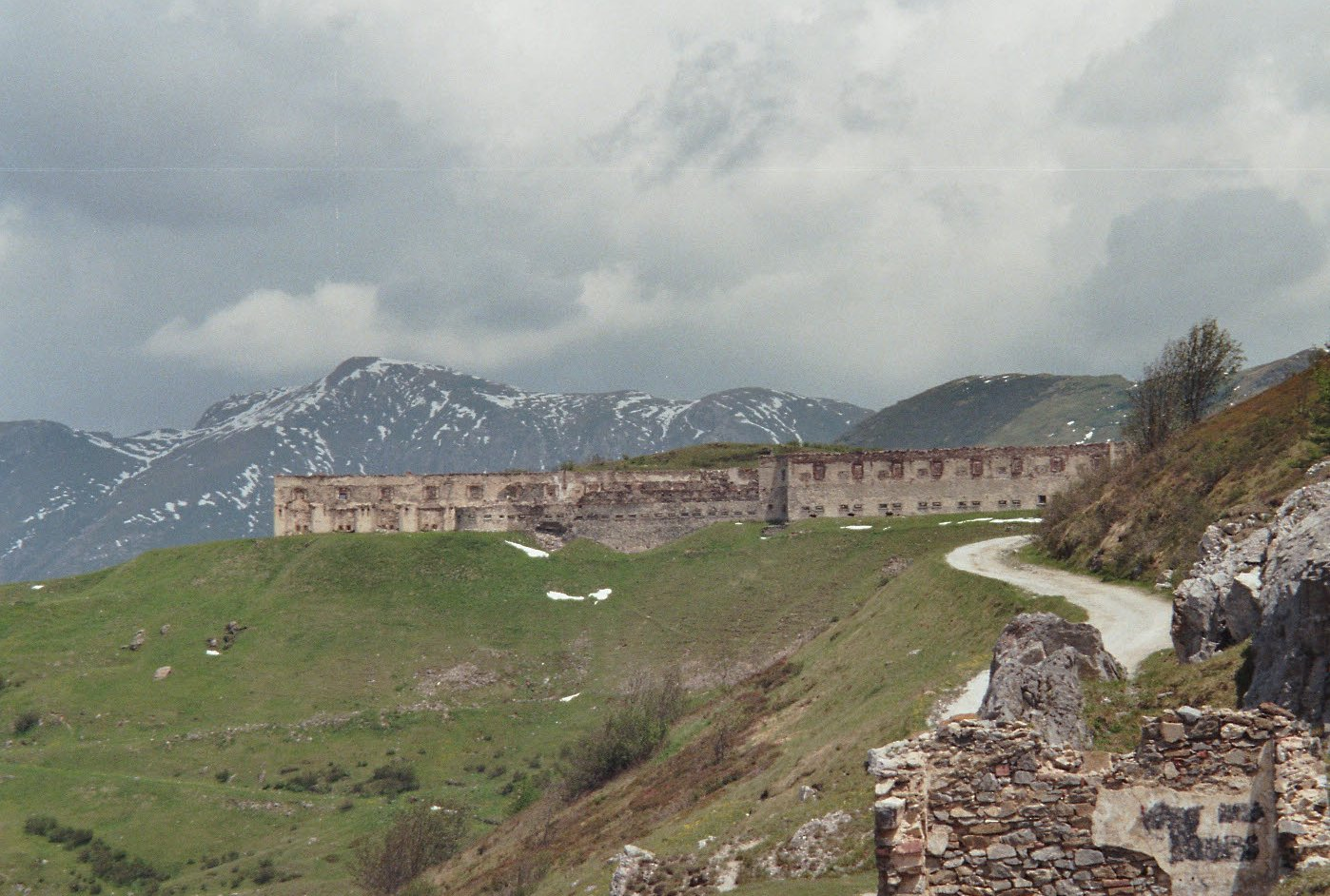
Forte Centrale

Das Forte Centrale (frz. Fort Central) ist eine der Festungen am Colle di Tenda (Tenda-Pass), an der Straße von Cuneo im Piemont nach Ventimiglia am Mittelmeer. Sie wurde 1880 erbaut, als das Gebiet zu Italien gehörte. Mit 1908 m s.l.m. Höhe liegt die Festung nur etwas höher als der höchste Punkt der Passstraße mit 1871 m s.l.m. 1947 wurde die Gemeinde Tenda, und somit auch die Festung, an Frankreich abgetreten.

## Bilder

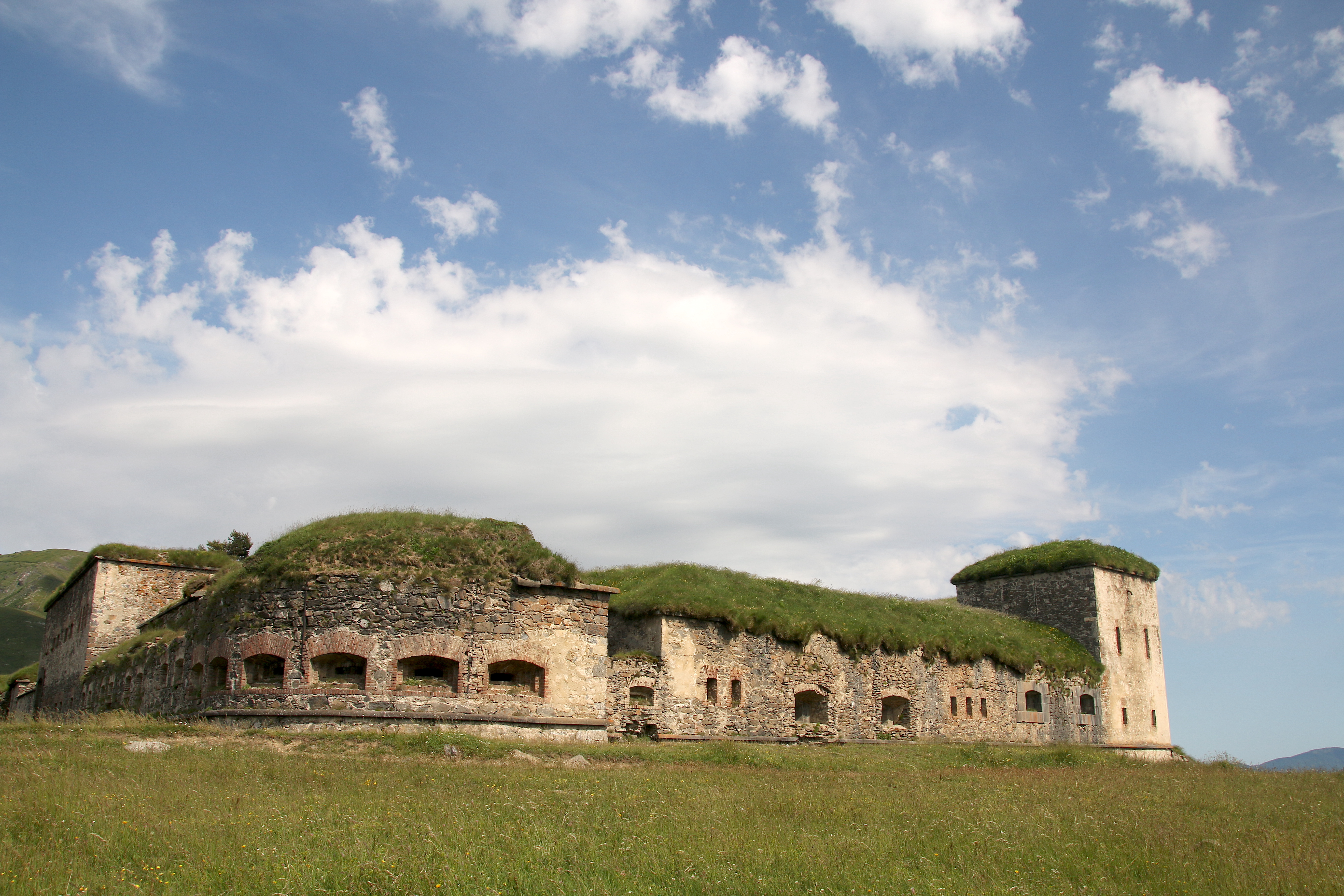
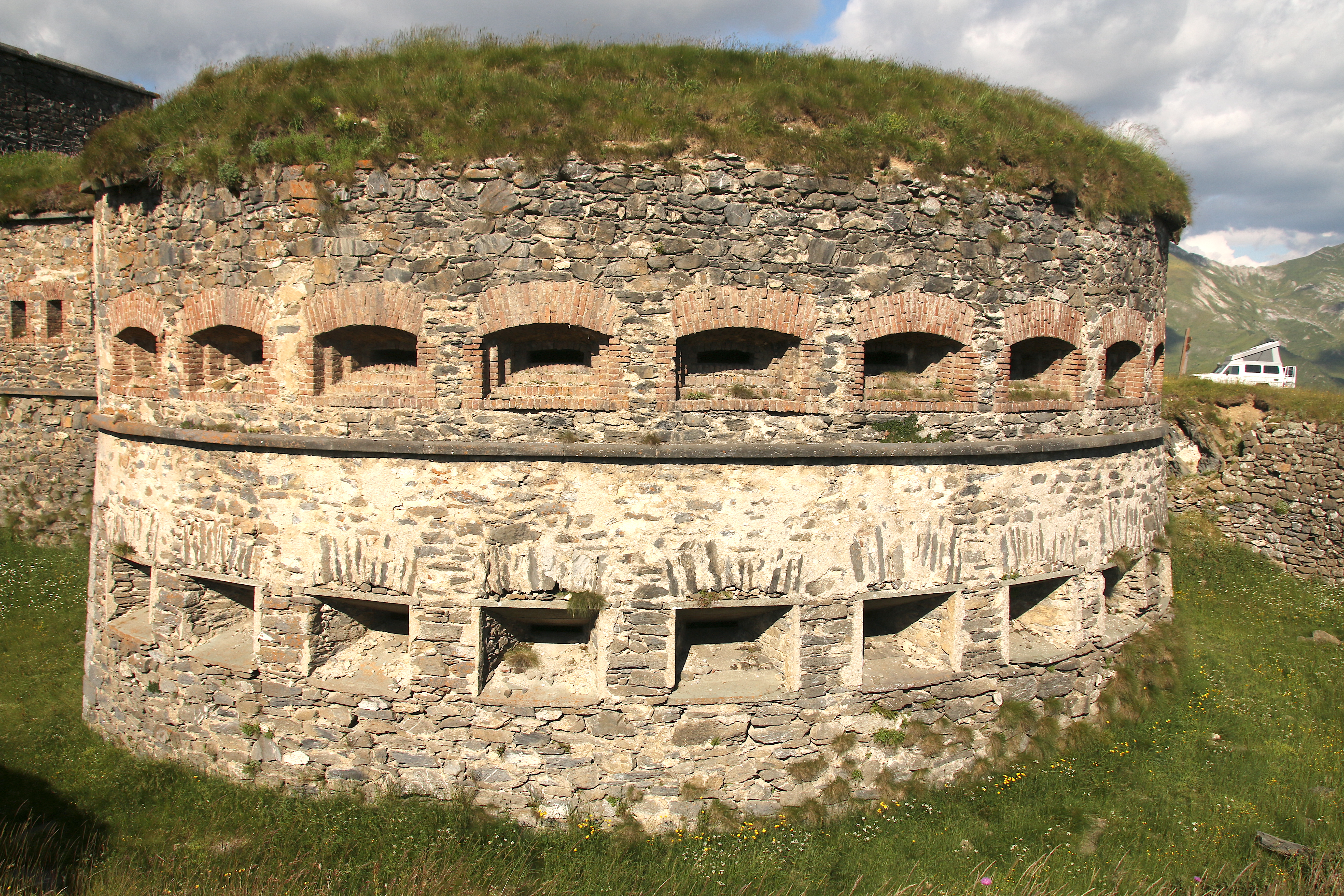
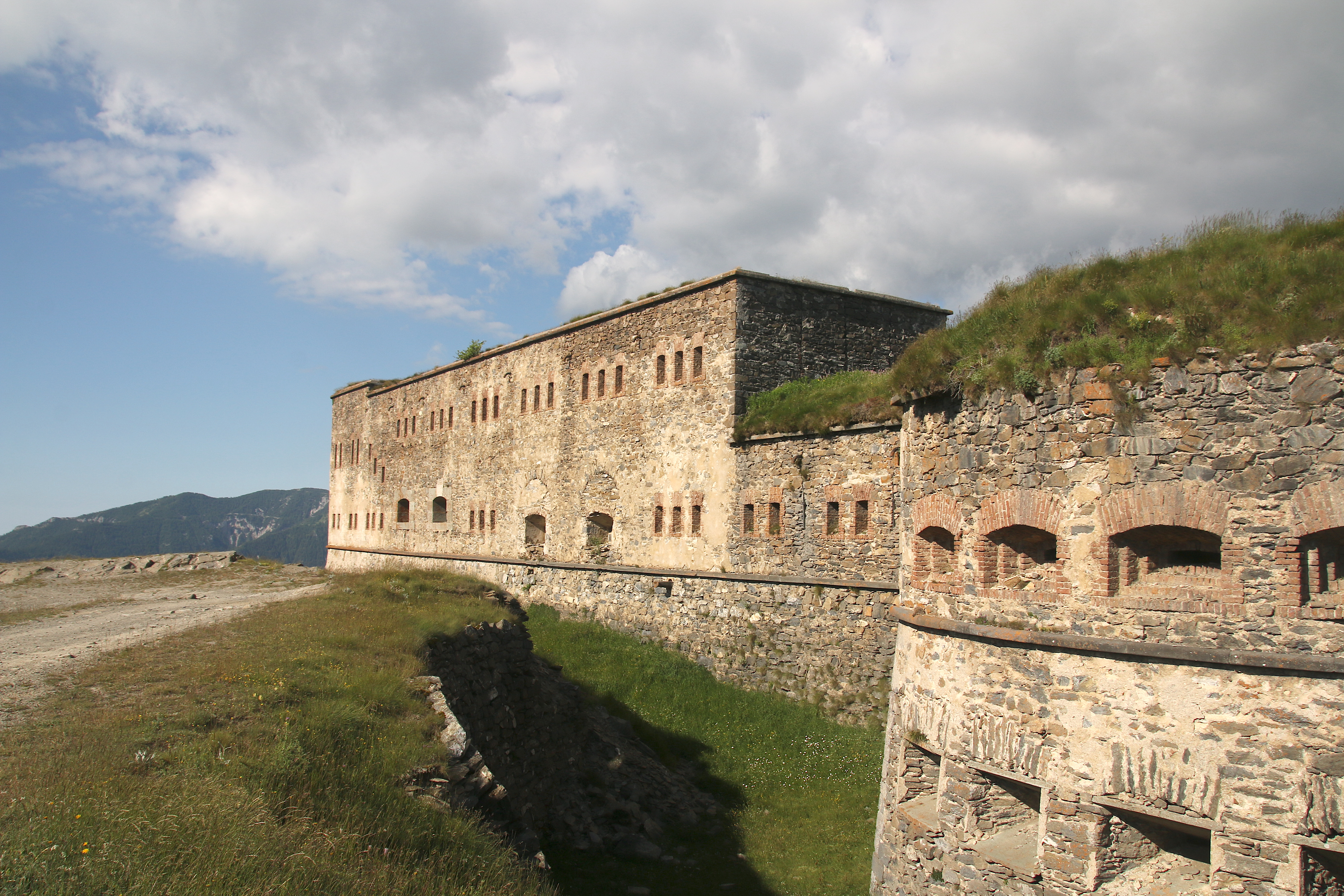
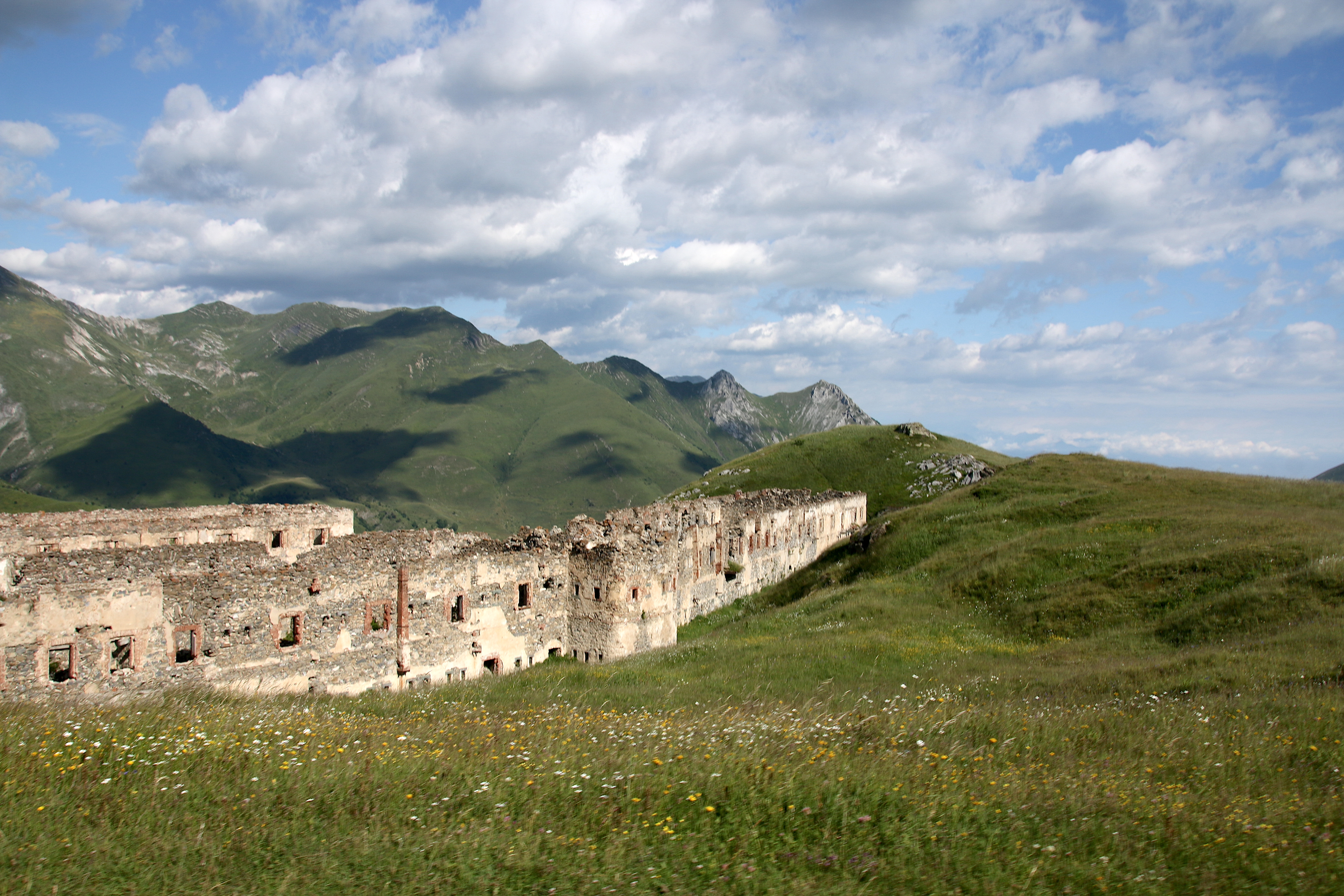